# Paranocarodes chopardi
Paranocarodes chopardi är en insektsart som beskrevs av Peshev 1965. Paranocarodes chopardi ingår i släktet Paranocarodes och familjen Pamphagidae. Inga underarter finns listade i Catalogue of Life.